# Estación de Usagre-Bienvenida
Usagre-Bienvenida es un apeadero ferroviario situado en el municipio español de Usagre, en la provincia de Badajoz, comunidad autónoma de Extremadura. Sus instalaciones también prestaban servicio a la localidad vecina de Bienvenida. Actualmente no cuenta con servicios ferroviarios tras su cierre en 1987 y haber sido eliminada de las paradas de los trenes regionales.

## Situación ferroviaria
La estación forma parte de la línea férrea de ancho ibérico que une Mérida con Los Rosales y está situada en el punto kilométrico 86,7, entre las estaciones de Zafra y de Llerena. 

## Historia
La estación fue abierta al tráfico el 20 de abril de 1880 con la puesta en funcionamiento del tramo Zafra-Llerena de la línea férrea que pretendía unir Los Rosales con Mérida. Fue el penúltimo tramo en construirse y el último que corrió a cargo de Manuel Pastor, ingeniero de caminos que había logrado la concesión inicial en 1869 tras otorgarse el último tramo a MZA.
En 1941, tras la nacionalización de los ferrocarriles de ancho ibérico, las instalaciones de MZA pasaron a ser gestionadas por RENFE. En los años 1980, debido al declive que sufría el ferrocarril en toda la región, el tramo comprendido entre las estaciones de Zafra y Llerena llegó a estar clausurado entre diciembre de 1984 y junio de 1985, cuando fue reabierto nuevamente al tráfico. En 1985 la estación Usagre-Bienvenida cerró manteniendo durante un tiempo el apeadero en funcionamiento cerrando definitivamente al público en 1987.
Desde el 31 de diciembre de 2004 Adif es la titular de las instalaciones.
Debido al mal estado de las infraestructuras, en 2019 se renovarían 17 kilómetros de vía entre Usagre y Llerena.